# Contea di Pingluo
La contea di Pingluo (平罗县S, PíngluóxiànP) è una contea della Cina, situata nella regione autonoma di Ningxia e amministrata dalla prefettura di Shizuishan.